# مارك دي جونج
مارك دي جونج (بالفرنسية: Marc de Jonge)‏
```
هو 
ممثل
 
فرنسي
، ولد في 16 فبراير 1949 
بنانسي
 في 
فرنسا
، وتوفي في 10 مارس 1996 
بباريس
 في 
فرنسا
 بسبب 
حادث مرور
.
```

## أعمال

### أفلام
- (1987) إمبراطورية الشمس[3]
- (1988) رامبو 3[4][5][6]

## وصلات خارجية
- مارك دي جونج على موقع IMDb (الإنجليزية)
- مارك دي جونج على موقع ألو سيني (الفرنسية)
- مارك دي جونج على موقع أول موفي (الإنجليزية)
- مارك دي جونج على موقع قاعدة بيانات الأفلام السويدية (السويدية)
- مارك دي جونج على موقع قاعدة بيانات الفيلم (الإنجليزية)
- مارك دي جونج على موقع كينوبويسك (الروسية)